# 张洁平
张洁平（Annie Zhang Jie Ping，1983年—），出生於中國，曾长居于香港的記者、專欄作家、創業者，區塊鏈社群平台《Matters》創辦人、獨立書店「飛地Nowhere」創辦人，曾任《端傳媒》總編輯。

## 生平

### 早期
張潔平早年畢業自中國中山大學經濟系，2005年取得香港大學新聞系碩士學位。之後擔任《亞洲周刊》記者，主要負責中國深度報導，為亞洲出版業協會（SOPA）多項新聞獎得主及2010年年度記者得主。
2011年後轉職到《陽光時務周刊》擔任執行主編，2012年在《號外》擔任副主編。
2013年起擔任自由撰稿人，也在《紐約時報》中文網撰寫香港議題深度報導。她在「獨立評論@天下」網站撰寫的〈從「跪著造反」到「站著反抗」──《南方週末》新年獻禮〉一文，在知識社群引起回響。

### 參與創辦《端傳媒》
2015年，籌備中的《端傳媒》投資人邀請張潔平創辦「針對跨地域華人的好媒體」，令她心生共鳴而加入籌備工作，並擔任總編輯職務。

### 創辦《Matters》
2018年，張潔平想要搭建一個對內容創作者更公平的平台，便以在中國封殺比特幣之前低點進場的獲利（約人民幣20萬）作為啟動資金，創辦去中心化的內容創作與公共討論平台《Matters》，名稱來自於她在TED影片看到的一句話「Journalism Matters」（記者很重要），其後將《端傳媒》總編輯職務交棒給李志德。

### 暫居台灣
2021年，張潔平暫居台灣，於「鏡好聽」平台開設 Podcast 節目《香港來的風》。
2022年4月，在台北開設以香港為主題的獨立書店「飛地Nowhere」。該地原址曾為香港知名影評人蒲鋒開設的「電光影裡書店」，後由香港人羅良君接手經營並改稱「意念書店」。2021年12月，原經營者準備移居英國，張潔平聽說該地可能由美甲店或塔羅牌店接手後，認為書店收了很可惜，便決定接下經營權。她希望用辦展覽跟辦雜誌的方式來開店，也希望香港的活力能在這裡被展現出來。

## 抄襲爭議
2020年8月4日，有讀者發現張潔平在7月13日刊登於《天下雜誌》的文章《極權之下，我們的恐懼、抵抗與愛》，與作家陳婉容同月在《端傳媒》刊登的文章《人治下，尊嚴和政治還有可能嗎？》系列臉書貼文有許多相似之處。8月5日，張潔平發表了一份致歉聲明，表示她曾請求陳婉容提供她4月份的臉書貼文（該貼文內容陳婉容在7月文章中使用了）供自己參考，以了解「婉容對引領生命的闡釋」，並且承認在使用陳婉容段落時沒有標註出處。8月8日，一個第三方事實查核指出張潔平在致歉聲明中引用的段落遠少於她實際上抄襲的部分。此外，該查核表示其中一段提到捷克前總統哈維爾的內容，張潔平改變了陳婉容段落中提到的職業和順序，但卻未注意到當時陳婉容正在引用哈維爾的原文，使得張潔平的文章談到哈維爾時對哈維爾原文作出了錯誤的引用。

## 外部連結
1. ↑  . WAN-IFRA Events. 2019  [2019-11-14]. （原始内容存档于2019-11-13）.
2. ↑  . 德国之声. 2018-04-09  [2019-02-14]. （原始内容存档于2022-06-08）.
3. ↑  .   [2019-08-16]. （原始内容存档于2021-07-17）.
4. ↑  . 凤凰网. 2014-09-05  [2016-04-19]. （原始内容存档于2019-02-14）.
5. ↑  .   [2016-04-19]. （原始内容存档于2016-05-08）.
6. 1 2 3  . 報導者.   [2022-04-23]. （原始内容存档于2021-02-16）.
7. ↑  . 女人迷.   [2022-04-23]. （原始内容存档于2020-10-31）.
8. 1 2  張潔平. .
9. 1 2  kayue. . Medium.   [2023-08-06]. （原始内容存档于2023-08-06）.